# James McTeigue
James McTeigue (ur. 29 grudnia 1967 w Sydney) – australijski reżyser filmowy. Uczęszczał do Cromer High School (Nowa Południowa Walia) na północnych przedmieściach Sydney. Pracował nad wieloma australijskimi filmami, ale sławę przyniósł mu udział w produkcji filmów trylogii Matrix jak również II części Gwiezdnych Wojen oraz reżyserski debiut w 2006 roku filmem V jak vendetta.

## Kariera
McTeigue po raz pierwszy zetknął się z przemysłem filmowym w późnych latach ' 80, pełniąc funkcję kierownika produkcji lub asystenta producenta w kilku drobnych filmach australijskich.
- 1991 – trzeci asystent reżysera w australijskim filmie zatytułowanym The Girl Who Came Late.
- 1994 – drugi asystent reżysera w filmie Prowincjonalne życie, adaptacji filmowej bazującej na Uncle Vanya Michaela Blakemore'a (Teatr Narodowy), która miała znacznie szerszą widownię niż jego poprzednie produkcje. Także drugi asystent reżysera w niskobudżetowym australijskim filmie telewizyjnym.
Później tego samego roku McTeigue wkroczył do Hollywood, zostając drugim asystentem reżysera w Kolonii karnej (No Escape) oraz w wysokobudżetowym Ulicznym wojowniku (Street Fighter).
- 1996 – McTeigue ponownie przyjął rolę drugiego asystenta reżysera w amerykańskim filmie telewizyjnym oraz niskobudżetowym filmie australijskim, zakończonym tamtego samego roku.
- 1997 – drugi asystent reżysera w filmie wojennym Rajska droga oraz The Well. Pierwszy asystent reżysera serialu telewizyjnego Big Sky.
- 1998 – drugi asystent reżysera amerykańskiego filmu sci-fi, Mroczne miasto oraz australijskiego filmu The Sugar Factory.
- 1999 – McTeigue miał być drugim asystentem reżysera w filmie Matrix. Jednak kiedy pierwszy asystent, przyjaciel McTeigue'a, powiedział mu, że projekt skazany jest na porażkę, bracia Wachowscy mianowali McTeigue pierwszym asystentem. Film wszedł na ekrany w 1999 r. odnosząc ogromny sukces.
- 2000 – po sukcesie Matrixa został pierwszym asystentem reżysera w australijskim filmie Dziewczyna do wzięcia. Zaangażował się także w The Monkey’s Mask, ponownie jako pierwszy asystent.
- 2002 McTeigue współpracował z George’em Lucasem po objęciu funkcji pierwszego asystenta reżysera w produkcji Gwiezdne wojny: część II – Atak klonów.
- 2003 – pierwszy asystent reżysera w kolejnych częściach Matrixa: Matrix Reloaded i Matrix Rewolucje.
- 2006 McTeigue zadebiutował, reżyserując produkcję Braci Wachowskich V jak vendetta. Po pracy nad trylogią Matrix bracia dali McTeigue’owi szansę wyreżyserowania filmu, pokazując mu najpierw kopię powieści graficznej V jak Vendetta w czasie postprodukcji Matrixa: Rewolucji. Jego film zebrał pozytywne recenzje.